# István Jónyer
 István Jónyer (né le 4 août 1950 à Miskolc) est un pongiste hongrois.
Il a été champion du monde en 1975. Il a ouvert l'ère du topspin dans le tennis de table. À l'époque le jeu était basé sur la frappe et les revêtements ne permettaient pas une rotation importante. L'apparition sur le marché en 1969 des revêtements "Mark V" et "Sriver" a rendu possible l'apparition d'un nouveau style de jeu basé sur la rotation. Jonyer imprimait un maximum d'effet en coup droit avec le bras tendu, comme un lanceur de disque. L'amplitude de ce mouvement ne permettait pas de le répéter plus de deux ou trois fois, mais il lui suffisait souvent d'un seul coup pour marquer le point. Ceci ajouté à un fort top spin revers lui permettait d'être offensif des deux côtés, ce qui répondait efficacement aux blocs coupés latéraux caractéristiques des joueurs asiatiques. Jusqu'en 1982, la Hongrie domina le tennis de table européen, et fut la seule nation à pouvoir tenir tête aux asiatiques.

## Palmarès
- Champion du monde en simple en 1975
- Champion du monde en double en 1971 (associé à Tibor Klampar) et en 1975 (associé à Gabor Gergely).
- Vice-champion du monde en simple en 1973
- Vice-champion du monde en double en 1973 et 1979 avec Tibor Klampar
- Champion d'Europe en double en 1972 et 1974
- Vainqueur du Top 12 européen en 1971 et 1974